# Valerija Narvydaitė
Valerija Narvydaitė (5 de noviembre de 1896 - 5 de diciembre de 1970) fue una activista comunista lituana. Fue miembro del clandestino Partido Comunista de Lituania (LKP) durante las décadas de 1920 y 1930, y pasó más de 14 años en cárceles y centros de detención. Se desempeñó como Viceministra (Vicecomisaria del Pueblo) de Bienestar Social de la República Socialista Soviética de Lituania de 1940 a 1941 y de 1944 a 1946.

## Primeros años y entrada a la clandestinidad
Narvydaitė nació en una familia de campesinos el 5 de noviembre de 1896 en Meilūnai. Narvydaitė comenzó a participar en el movimiento revolucionario en 1920. Se unió al clandestino Partido Comunista de Lituania (LKP) en 1921.  Fue miembro del Comité del Subdistrito de LKP Pasvalys 1921-1922, así como del Comité del Partido del Distrito de Panevėžys. Mientras vivía en Panevėžys, visitaba a menudo Kaunas, viajaba en tren vestida de campesina y contrabandeaba literatura comunista. En su trabajo clandestino utilizó nombres en clave como 'Darbininkė' ('Trabajadora') y 'Lakštingala' ('Ruiseñor').

## Prisionera
Narvydaitė fue arrestada en marzo de 1922 y encarcelada durante cuatro años. Después de su liberación, se instaló en Kaunas y trabajó en una fábrica de prendas de punto. De 1926 a 1929, Narvydaitė funcionó como enlace para el Comité Central del LKP. Fue arrestada, detenida y encarcelada repetidamente. Fue encarcelada en Šiauliai, Kaunas, Ukmergė, Kretinga, Varniai, Marijampolė y Fuerte Noveno. Cayó gravemente enferma durante su encarcelamiento. En total, pasó más de 14 años en cárceles y centros de detención.

## Período posterior en Kaunas
Durante el período de 1938 a 1940, estuvo nuevamente basada en Kaunas, realizando actividades comunistas. Durante esos años fue la organizadora del sindicato de inquilinos de apartamentos en Kaunas.

## Segunda Guerra Mundial y establecimiento de la RSS de Lituania
Narvydaitė fue miembro de la Comisión Electoral Suprema para las elecciones del Seimas Popular de 1940. Se desempeñó como comisaria popular adjunta para Bienestar Social de la República Socialista Soviética de Lituania en 1940-1941.
Durante un período en 1942, se desempeñó como representante adjunta del Consejo de Comisarios del Pueblo de la RSS de Lituania y del Comité Central del Partido Comunista (Bolcheviques) de Lituania para los lituanos evacuados en Ufá (RASS de Bashkir). Volvió a ocupar el cargo de Viceministra de Bienestar Social de la República Socialista Soviética de Lituania desde 1944 hasta 1946.

## Últimos años
Narvydaitė desempeñaría más tarde otras funciones, trabajando con el Comité Ejecutivo de la ciudad de Vilnius, como Jefe del Departamento de Editoriales e Imprenta y en el aparato de la Academia de Ciencias de la República Socialista Soviética de Lituania. Se jubiló en 1953, pero siguió participando activamente en actividades sociales. Narvydaitė murió en Vilna el 5 de diciembre de 1970, tras una larga enfermedad.